# سیارک ۱۱۳۱۴
سیارک ۱۱۳۱۴ (به انگلیسی: 11314 Charcot، نامگذاری:1994NR1) یازده هزار و سیصد و چهاردهمین سیارک کشف شده‌است که در ۸ ژوئیه ۱۹۹۴ کشف شد.
قدر مطلق سیارک برابر ۱۲٫۳۰ است.